# In den keerkring. Zeven gedichten

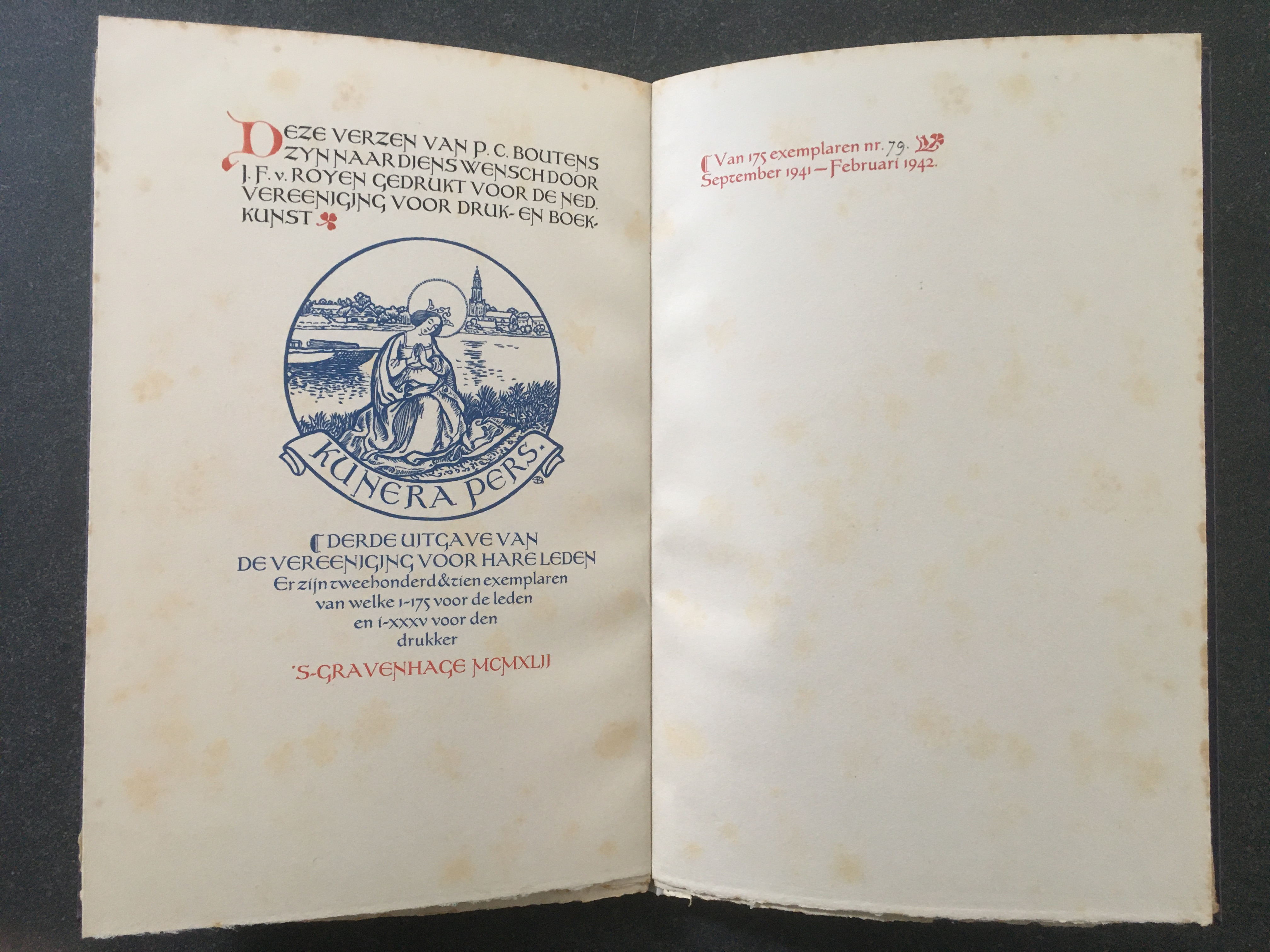
Boutens, P.C., In den Keerkring, Kunera Pers, 1942

In den keerkring. Zeven gedichten is een dichtbundel van P.C. Boutens, gedrukt in 1941-1942 door Jean François van Royen op zijn Kunera Pers.

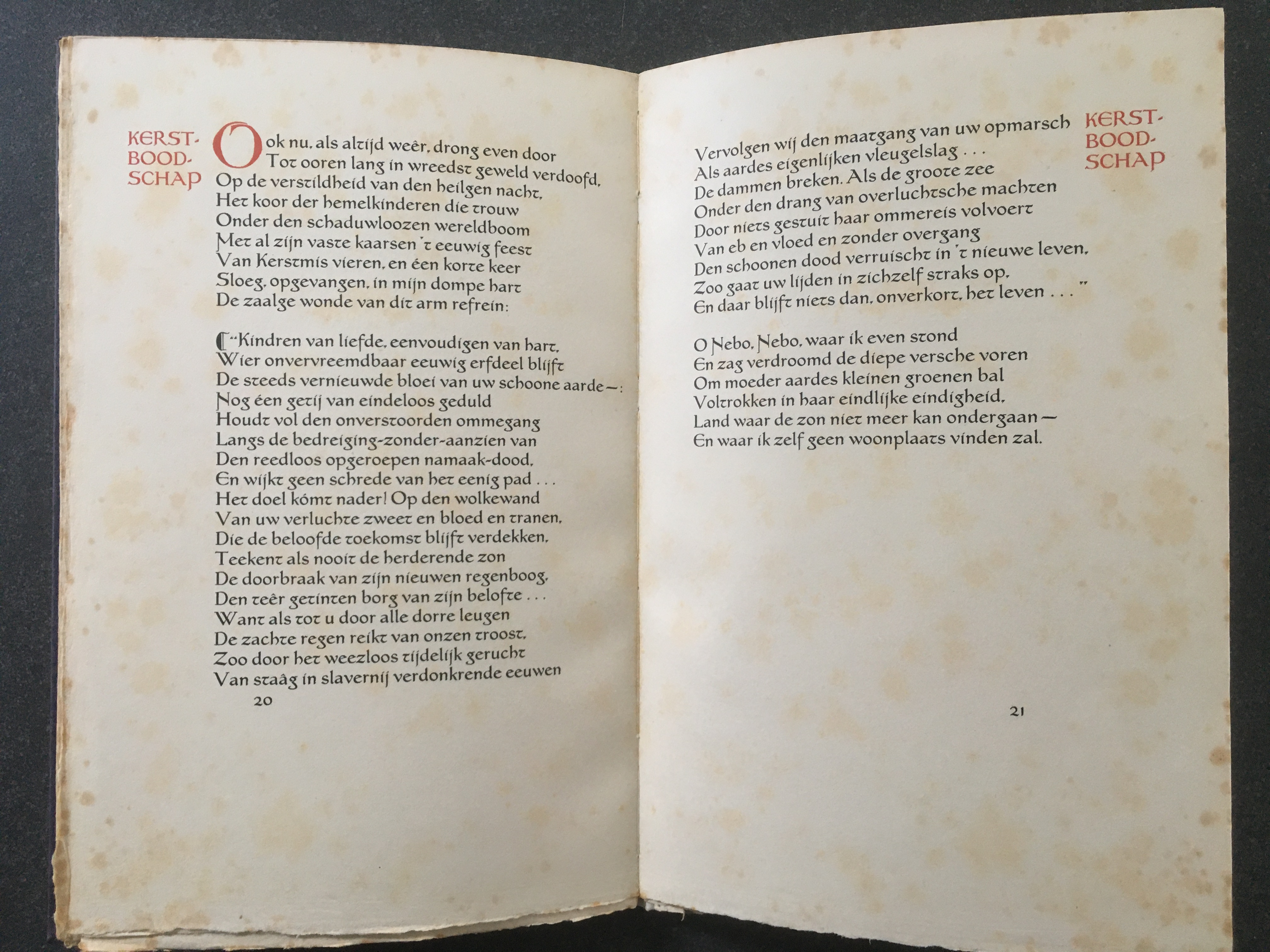
Boutens, P.C., In den Keerkring, Kunera Pers, 1942

## Geschiedenis
In 1922 was de drukker Van Royen (1878-1942) gestopt met zijn medewerking aan de reeks uitgaven van De Zilverdistel en hij begon even later geheel zelfstandig uitgaven te drukken met zijn Kunera Pers. Als eerste uitgave daarvan verscheen de bundel Oostersch van de dichter J.H. Leopold (1865-1925), een uitgave die in schoonheid gelijkwaardig heet te zijn aan de Zilverdistel-uitgave van diens Cheops.
Als laatste uitgave, vijfde van de Kunera Pers, juist voor zijn arrestatie door de bezetter, drukte Van Royen een bundel van zijn vriend Boutens. Hij had in overweging genomen om Karel en de Elegast te drukken, maar toen bereikte hem het verzoek van de dichter om een bundel verzen van Boutens te drukken. Van Royen ging op dit verzoek in en drukte de Zeven gedichten onder de door hemzelf bedachte titel In den keerkring.

### Uitgave
Voor deze uitgave gebruikte Van Royen opnieuw de speciaal voor hem ontworpen letter Disteltype van Lucien Pissarro. Het werd gedrukt op japans papier in een oplage van 210 exemplaren. 175 arabisch genummerde exemplaren waren bestemd voor de leden van de Nederlandsche Vereeniging voor Druk- en Boekkunst; de overige 35 waren romeins genummerd en bestemd voor de drukker. Het was de derde uitgave die gedrukt werd door Van Royen voor de leden van deze vereniging. De titelpagina vermeldt als datum "1941", het colofon meldt 1942, de justificatie meldt als datum "september 1941-februari 1942". Het drukken van de bundel zou op 1 maart 1942 geëindigd zijn.
De bundel bestaat in een halfperkamenten uitvoering. Antiquariaat Fokas Holthuis maakte in oktober 2009 bekend dat er ook een (waarschijnlijk uniek) exemplaar bestond in heelperkament, in diens catalogus Een behouden prullenmand.
De gedichten werden in juli 1942 opgenomen in Boutens' bundel Tusschenspelen.